# Chemins de fer disparus de l'Amérique
Les compagnies de chemins de fer défunts de l'Amérique du Nord (regroupant le Canada et les États-Unis) sont nombreuses, pouvant représenter quelques kilomètres de voies comme des milliers. La présente liste présente les chemins de fer non actifs. 

## Chemins de fer du passé
- Algoma Central (AC)

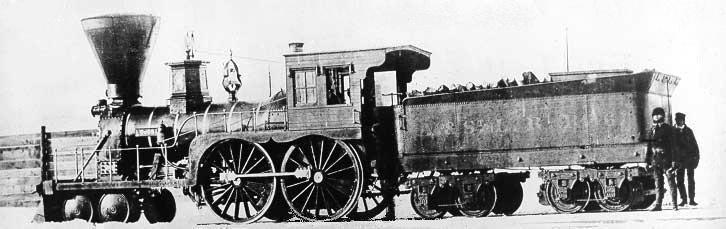
Locomotive du chemin de fer Atlantique & Saint-Laurent

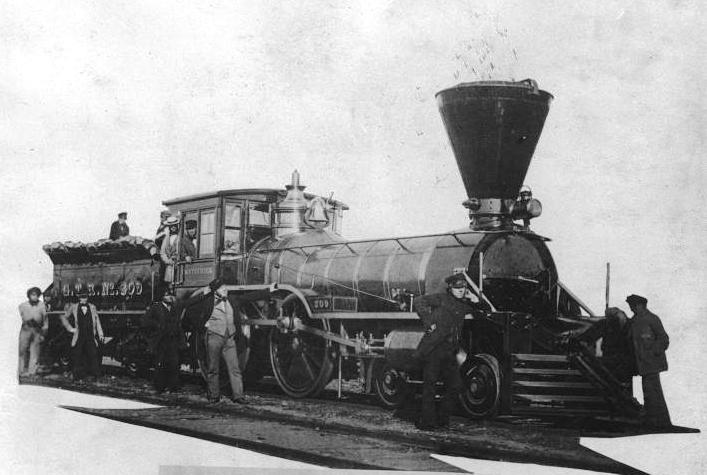
Locomotive du Grand Tronc en 1859

- Atchison, Topeka and Santa Fe Railway (ATSF)
- Baltimore and Ohio Railroad (B&O)
- Bangor and Aroostook Railroad (BAR)
- Boston and Maine Corporation (BM)
- Burlington Northern Railroad (BN)
- Canadian Northern Railway (CNoR)
- Central Vermont (CV)
- Chemin de fer Intercolonial (IRC)
- Chesapeake and Ohio Railway (CO)
- Chicago, Burlington and Quincy Railroad (CBQR)
- Conrail (CR)
- Detroit, Grand Haven and Milwaukee Railway (DGH&M)
- Grand Tronc (GT)
- Great Northern Railway (GNR)
- Great Northern Railway of Canada (GNRC)
- Hudson Bay Railway (HBR). Est devenue Chemin de fer de la Baie d'Hudson (HBRY)
- Illinois Central Railroad (IC)
- Louisville and Nashville Railroad (LN)
- Maine Central MCR)
- National Transcontinental Railway (NTR)
- New York Central (NYC)
- New York, New Haven and Hartford Railroad (NH)
- Northern Pacific Railway (NPR)
- Northern Railway of Canada (NRC)
- Penn Central (PC)
- Pennsylvania Railroad (PRR)
- Prince Edward Island Railway (PEIR)
- Quebec and Lake St-John Railway (QLSJR)
- Quebec Central Railway (QCR)
- Quebec, Montreal, Ottawa & Occidental Railway (QMO&OR)
- Seaboard Air Line Railroad (SAL)
- Southern Pacific Transportation Company (SP)
- Spokane, Portland and Seattle Railway (SPSR)
- Standstead Shefford and Chambly Railroad (SS&C)
- Texas and New Orleans Railroad (TNO)
- Waterloo and Magog Railway (W&M)